# Hans Reisiger
Walter Ernst Hans Reisiger (* 22. Oktober 1884 in Breslau; † 29. April 1968 in Garmisch-Partenkirchen) war ein deutscher Schriftsteller und Übersetzer.

## Leben
Hans Reisiger war der Sohn des Postbeamten Hugo Reisiger und dessen Frau, einer geborenen Thomala. Nach dem Besuch eines humanistischen Gymnasiums in Breslau studierte Hans Reisiger Jura und Philosophie an den Universitäten Berlin und München. Er brach dieses Studium ab und hielt sich von 1907 bis 1911 als freier Schriftsteller in Florenz und Rom auf. Reisiger nahm von 1915 bis 1918 als Angehöriger der Seeflieger im Rang eines Flugmaats am Ersten Weltkrieg teil. In den Zwanziger- und Dreißigerjahren lebte er in der Schweiz, in Tirol und München und von 1938 bis 1945 in Berlin. Das von seinem Freund Thomas Mann im Mai 1938 vermittelte Angebot, in die USA zu emigrieren und dort einen Lehrstuhl an der University of California in Berkeley zu übernehmen, lehnte er ab.
Nach dem Zweiten Weltkrieg war Reisiger als Lektor für den Rowohlt-Verlag sowie als Übersetzer für die Zeitschrift Reader’s Digest tätig.
Hans Reisigers literarisches Werk umfasst Romane, Erzählungen und Gedichte. Reisiger ist vor allem als Übersetzer zahlreicher literarischer Werke aus dem Englischen und Französischen hervorgetreten; als größte Leistung gilt seine Übersetzung der Werke Walt Whitmans ins Deutsche. Reisigers Nachlass befindet sich im Deutschen Literaturarchiv in Marbach am Neckar.
Hans Reisiger war Mitglied der Deutschen Akademie für Sprache und Dichtung in Darmstadt und des Deutschen PEN-Zentrums. 1947 verlieh ihm die Universität München den Ehrendoktor, 1959 das Land Baden-Württemberg den Professorentitel. Im selben Jahr erhielt Reisiger die Ehrengabe des Kulturkreises der deutschen Wirtschaft im Bundesverband der Deutschen Industrie.
Beigesetzt wurde Hans Reisiger auf dem Friedhof Garmisch in Garmisch-Partenkirchen.
Die Person Hans Reisiger, "Thomas Manns liebster und ältester Freund", gibt die Vorlage ab für die Figur des Rüdiger Schildknapp in Thomas Manns Roman Doktor Faustus.

## Werke
- Stille Häuser, Frankfurt a. M. 1910
- Maria Marleen, Berlin 1911
- Jakobsland, Berlin 1913
- Totenfeier, Berlin 1916
- Junges Grün, Stuttgart 1919
- Santa Caterina da Siena, Berlin 1921
- Phaëton, Wien [u. a.] 1922
- Von innerer Freiheit, Prien, Obb. 1923
- Unruhiges Gestirn, Leipzig 1930
- Ein Kind befreit die Königin, Stuttgart [u. a.] 1939
- Johann Gottfried Herder, Berlin 1942
- Walt Whitman, Berlin 1946
- Aeschylos bei Salamis, Hamburg 1952
- Literarische Porträts, Heidelberg 1969

## Herausgeberschaft
- Gerhart Hauptmann: Der große Traum, Gütersloh 1956

## Übersetzungen
- Eduard Carpenter: Das Wechselspiel von Liebe und Tod, Prien 1924
- Joseph Conrad: Geschichten vom Hörensagen, Berlin 1938 (übersetzt zusammen mit Richard Kraushaar)
- Stephen Crane: Das blaue Hotel, Berlin 1937
- Stephen Crane: Im Rettungsboot, Bergen/Obb. 1948
- Daniel Defoe: Leben und wunderbare Abenteuer des Robinson Crusoe, Seemanns aus York, München 1921
- Michael Egan: Er soll dein Herr sein, Berlin 1940
- Elisabeth I.: Elizabeth, Königin von England, Wien 1938
- Warner Fabian: College-Girls, Berlin 1930
- Claude Farrère: Die Todgeweihten, München 1921
- Gustave Flaubert: Ein einfältig Herz, Potsdam 1950
- Gustave Flaubert: Madame Bovary, Hamburg 1952
- Peter Fleming: Mit mir allein, Berlin 1936
- Mohandas Karamchand Gandhi: Mein Leben, Leipzig 1930
- David Garnett: Meine Frau die Füchsin; Der Mann im Zoo, Hamburg 1952 (übersetzt zusammen mit Maria von Schweinitz)
- Rudyard Kipling: Bilanz, Leipzig 1927
- Rudyard Kipling: Geschichten aus Indien, Wiesbaden 1957
- Rudyard Kipling: Kim, Leipzig 1925
- Rudyard Kipling: Puck vom Buchsberg, Leipzig 1925
- Rudyard Kipling: Die schönste Geschichte der Welt, Leipzig 1927
- Rudyard Kipling: Wie spricht der Hund? Leipzig 1931
- V. Kirchon: Rost, Berlin 1930
- Cecil Lewis: Schütze im Aufstieg, Berlin 1937
- Maffio Maffii: Kleopatra, Leipzig 1943
- Ella Maillart: Turkestan solo, Stuttgart [u. a.] 1941
- Ella Maillart: Verbotene Reise, Berlin 1938
- George Meredith: Der Egoist, Leipzig 1925
- Harold Nicolson: Friedensmacher 1919, Berlin 1933
- Harold Nicolson: Nachkriegsdiplomatie, Berlin 1934
- Edwin Philip O’Donnell: Das große Delta, Wien 1937
- Antoine François Prévost D’Exiles: Geschichte des Chevalier des Grieux und der Manon Lescaut, Reinbek 1961
- Frederic Prokosch: Sieben auf der Flucht, Stuttgart 1939
- Elizabeth Madox Roberts: Seit Menschengedenken, Berlin 1928
- Antoine de Saint-Exupéry: Nachtflug, Berlin 1932
- Jean-Paul Sartre:  Die Mauer , Stuttgart 1950 (übersetzt zusammen mit Heinrich Wallfisch)
- Carlo Sforza: Europäische Diktaturen, Berlin 1932
- Carlo Sforza: Die feindlichen Brüder, Berlin 1933
- Carlo Sforza: Gestalten und Gestalter des heutigen Europa, Berlin 1931
- Clare Sheridan: Ich, meine Kinder und die Großmächte der Welt, Leipzig 1928
- Robert C. Sherriff: Die andere Seite, München 1929 (Drama)
- R. C. Sherriff: Die andere Seite, München 1930 (Roman)
- R. C. Sherriff: Badereise im September, Berlin 1933
- R. C. Sherriff: Grüne Gartentüren, Berlin 1936
- Helen Zenna Smith: Mrs. Biest pfeift, Berlin 1930
- Freya Stark: Die Südtore Arabiens, Hamburg 1948
- Lytton Strachey: Elisabeth und Essex, Berlin 1929
- Lytton Strachey: Geist und Abenteuer, Berlin 1932
- Lytton Strachey: Macht und Frömmigkeit, Berlin 1937 (übersetzt zusammen mit Wolfgang von Einsiedel)
- Lytton Strachey: Queen Victoria, Berlin 1925
- Giuseppe Valle: Meine dreißig Fliegerjahre, Leipzig 1941
- H. G. Wells: Geheimkammern des Herzens, München 1923
- Walt Whitman: Demokratische Ausblicke, Berlin 1948
- Walt Whitman: Gesang von der offenen Landstraße, Lauenburg 1922
- Walt Whitman: Grashalme, Berlin 1919
- Walt Whitman: Tagebuch 1862–1864, 1876–1882, Berlin 1946
- Walt Whitman: Werk, Berlin, 2 Bände, 1922 u. ö.